# Безжалостный (фильм, 1989)
«Безжалостный» (англ. Relentless) — кинофильм 1989 года американского режиссёра Уильяма Лустига. На Rotten Tomatoes рейтинг одобрения составляет 33 % на основе 6 рецензий.

## Сюжет
Два полицейских из Лос-Анджелеса, два Сэма, ветеран и новичок, гоняются за серийным убийцей, Баком Тейлором, отчисленным из академии, и таким образом вымещающим свою злобу. Поймать его отнюдь непросто, поскольку Бак использует навыки, полученные во время учёбы в академии. Своих жертв Бак выбирает случайно, по телефонному справочнику.

## В ролях
- Роберт Лоджиа — Билл Маллой
- Джадд Нельсон — Артур «Бак» Тейлор
- Лео Росси — Сэм Дитц
- Мег Фостер — Кэрол Дитц
- Патрик О'Брайан — Тодд Артур
- Кен Лернер — Артур
- Минди Сигер — Франсин
- Бо Старр — Айк Тейлор
- Рон Тейлор — капитан Блейкли
- Рой Броксмит — коронер
- Энджел Томпкинс — Кармен